# Кайда, Алексей Петрович
Алексе́й Петро́вич Кайда́ (укр. Олексій Петрович Кайда; род. 27 февраля 1971, Бердянск Запорожской области) — украинский политический деятель, председатель Тернопольского областного совета (2009—2012), депутат Верховной рады Украины VII созыва (2012—2014), заместитель главы ВО «Свобода».

## Биография
Родился 27 февраля 1971 года в Бердянске.
В 1988 году окончил Бердянскую среднюю школу № 16, с сентября 1988 года по июнь 1989 года работал на Бердянской обувной фабрике. В 1989 году поступил Львовский политехнический институт по специальности «инженер-системотехник», который окончил спустя пять лет. В 1989 году становится одним из организаторов Общества украинского языка имени Тараса Шевченко и Народного руха Украины за перестройку в родном городе.
После окончания института с 1994 года работал инженером-программистом Львовского регионального фонда «Молодая Украина». С января 1995 года по март 1999 года специалистом по приватизации жилья исполнительного комитета Винницкого городского совета. С марта 1999 года по сентябрь 2000 года являлся помощником-консультантом народного депутата Украины Олега Тягнибока.
С 2000 по 2002 год был слушателем Национальной академии государственного управления при Президенте Украины. С 2002 по 2003 год работал помощником главы Львовского областного совета.
С 2003 по 2004 год был заместителем городского головы Винницы, c 2005 по 2007 год — заместителем директора ПП «Легалис» (г. Львов), до марта 2009 года был исполнительным директором «Фонда помощи одиноким людям» (г. Львов). В 2006 году был избран депутатом Львовского областного совета.
На парламентских выборах 2006 года баллотировался в народные депутаты Верховной рады Украины V созыва от ВО «Свобода», был под номером 25 в партийном списке, избран не был.
26 марта 2009 года избран председателем Тернопольского областного совета, занимал эту должность до 23 ноября 2012 года.
На парламентских выборах 2012 года избран народным депутатом Верховной рады Украины VII созыва по избирательному округу № 163 Тернопольской области, был выдвинут ВО «Свобода», получил 56,65% голосов среди 13 кандидатов. В парламенте был заместителем главы фракции ВО «Батькивщина», являлся членом комитета по вопросам финансов и банковской деятельности.
26 августа 2014 года вместе с группой депутатов от «Свободы» отправился в зону вооружённого конфликта на востоке Украины.
В настоящее время является заместителем главы ВО «Свобода» по военным вопросам.